# Хуниальд
Хуниальд или Кональд (VIII век) — святой, священник (день памяти — 24 сентября).
Св. Кональд (Conald) или Хуниальд (Chuniald) был одним из тех выдающихся проповедников, которые отправились из Ирландии нести Христову веру в Германию. На протяжении многих лет он был неизменным помощником св. Руперта, епископа Зальцбургского. На 24 сентября приходится день перенесения его мощей.